# ФК Слога Ћићевац
ФК Слога Ћићевац је фудбалски клуб из Ћићевца, Општина Ћићевац, Србија. Клуб је основан 1926 под називом Костреж, касније мења име у ФК Слога. и тренутно се такмичи у Зони Запад четвртом такмичарском нивоу српског фудбала. Најпознатији играч овог клуба је Ранко Вулић који је носи и дрес Нишког Радничког.

## Новији резултати
| Сезона   | Ранг | Лига              | Позиција | ИГ | Д  | Н | П | ГД | ГП | ГР  | Бод | Куп                  |
| -------- | ---- | ----------------- | -------- | -- | -- | - | - | -- | -- | --- | --- | -------------------- |
| 1959/60. | 4    | Подсавез Крушевац | 3.       | 20 | 13 | 2 | 5 | 71 | 30 | +41 | 28  | Није се квалификовао |